# UNAMSAT-B
UNAMSAT-B – meksykański sztuczny satelita do celów radioamatorskich zbudowany przez studentów i naukowców Narodowego Uniwersytetu Meksykańskiego (UNAM). Wystrzelony jako ładunek dodatkowy przy satelicie Kosmos 2334. Działał 1 dzień.
Pozostaje na orbicie okołoziemskiej. 

## Budowa i działanie
Zbudowany w oparciu o 25 cm platformę Amsat-NA Microsat. Przenosił eksperyment echa dopplerowskiego do pomiaru prędkości mikrometeoroidów i przekaźniki radiowe do zastosowań radioamatorskich.
Usługi radioamatorskie dostępne były na częstotliwościach:
- odbiór z satelity: 437,206 MHz i 437,138 MHz (0,2-0,3W UHF); połączenie wykorzystywało modulację BPSK,
- nadawanie do satelity: 145,815, 145,835, 145,855 i 145,875 MHz; połączenie wykorzystywało modulację AFSK z protokołem PACSAT, podobnie jak przy satelitach OSCAR 16 i OSCAR 19; przepustowość 1200 bps.

Głównym ładunkiem był impulsowy radar (41,997 MHz) z odbiornikiem szerokopasmowym do śledzenia śladów jonizacji pozostawianych przez meteoroidy. Przenosił też przekaźnik danych środowiskowych z czujników naziemnych umieszczanych w miejscach trudno dostępnych.
Po starcie statek pracował około 1 doby, nadając swoją telemetrię. Awaria została spowodowana najpewniej zbyt niską temperaturą statku jeszcze podczas przygotowań do startu (-30 °C) – statek przebywał w niej przez kilka godzin. Statek nie odbierał komend radiowych, gdyż pracy nie podjął oscylator odbiornika radiowego. Niska temperatura spowodowała szybkie rozładowanie się akumulatorów, a niedziałający odbiornik spowodował, że nie można było załadować nowych parametrów pracy akumulatorów, które uchroniłyby je przed wspomnianym rozładowaniem. Łączności ze statkiem nie udało się nawiązać mimo wielu prób.
Wystrzelenie satelity kosztowało 112 000 USD.

## Nieudany start poprzednika
Poprzednik UNAMSAT-a B miał być 29. satelitą OSCAR, oznaczonym również jako UNAMSAT-A (UNAMSAT-1). Jego start, 28 marca 1995 (10:00 GMT), oznaczony w katalogu COSPAR jako F950328C, nie powiódł się. Rakieta Start wraz z ładunkiem spadła do Morza Ochockiego. Satelita typu AMSAT Microsat również został zbudowany przez UNAM.